# Кулак (Жалпакталский сельский округ)
Кулак (каз. Құлақ) — упразднённое село в Казталовском районе Западно-Казахстанской области Казахстана. Упразднено в 2018 г. Входило в состав Жалпакталского сельского округа. Включено в состав села Жакпактал. Код КАТО — 274843200.

## Население
В 1999 году население села составляло 313 человек (148 мужчин и 165 женщин). По данным переписи 2009 года, в селе проживало 368 человек (177 мужчин и 191 женщина).